# Nardo Pajella
Nardo Pajella (Monticelli d'Ongina, 7 settembre 1905 – Seveso, 14 settembre 1968) è stato uno scultore e pittore italiano.
Tra le numerose opere occorre ricordare il Monumento ai Caduti di Seveso, il Monumento ai Caduti di San Nazzaro d'Ongina e l'altorilievo di Sant'Agnese in via S.Agnese a Milano, il busto in bronzo di Luigi Illica a Castell'Arquato. Ha realizzato la statua di S. Abdon collocata sulla guglia G19 del Duomo di Milano.

## Biografia
Arnaldo (detto Nardo) Pajella nacque a San Nazzaro, frazione di Monticelli d'Ongina, da Costantino e Fredesvinda Manesta in una modesta famiglia di artigiani murari.
Rimasto orfano di madre molto presto, fu cresciuto dal padre insieme ai fratelli Fiorenzo, e Paride.
Dopo un'esperienza come garzone presso imbianchini e muratori durata fino ai 14 anni, si avvicinò all'arte dipingendo soggetti sacri (Santi e Madonne) nelle cascine della Bassa Piacentina e, in qualità di aiutante del pittore Pittaco, nella Chiesa Parrocchiale di San Nazzaro.
Studiò all'Istituto d'Arte Gazzola a Piacenza (suo maestro fu il Ghittoni) ottenendo la borsa di studio "Remo Biaggi".
Nel 1921 frequentò il Liceo Artistico di Brera e si diplomò nel 1930 presso l'Accademia di Belle Arti ove ebbe come maestro Adolfo Wildt.
Nel 1936 partecipò alla Guerra d'Africa la quale lasciò in lui un profondo segno non solo dal punto di vista umano ma anche artistico (molti disegni e dipinti ritraggono le tribù Somale ed una statua a grandezza naturale rappresenta un guerriero Ascaro).Durante la Seconda guerra mondiale  viene assegnato al confine orientale e nei Balcani con il grado di capitano degli Alpini.
Si sposò nel 1938 con Margherita Maderna ed ebbero due figli (Roberto e Clara). Dal 1938 visse ed operò a Seveso, allora in provincia di Milano. Insegnò dapprima alla Scuola Serale dell'Accademia di Brera e poi "figura" al Liceo Artistico di Brera.
Fu amico e consuocero del Professor Rosario Ruggeri (il figlio Roberto sposò infatti Carmela Ruggeri).

## L'Arte di Pajella
(Gaetano Pantaleoni)
Allievo di Adolfo Wildt, seppe distaccarsi dalla poetica stilizzatrice ormai in declino del maestro del Liberty italiano.

## Esposizioni e Mostre
- Mostra Internazionale d'Arte Coloniale, Roma
- Mostra Nazionale Coloniale d'Oltremare Napoli
- Mostra Nazionale dell'Animale nell'Arte Roma
- Seconda Quadriennale di Roma
- Mostra Artisti Italiani alle Armi Roma, Berlino, Monaco, Vienna, Budapest, Bucarest
- I Mostra Internazionale d'Arte Sacra, Anno Santo 1950, Roma
- Mostra Nazionale Premi San Remo Letteratura ed Arte, 1952
- III Mostra nazionale del bozzetto dicembre 1953
- I Mostra nazionale della Pemanente dicembre 1953-gennaio 1954
- I Nazionale concorso bozzetto portale Duomo di Siena, Settembre 1954
- I Mostra premio "Città di Piacenza" settembre 1954
- I Mostra Internazionale d'Arte Sacra, San Paolo e Montevideo, Sud America
- I Mostra Internazionale d'Arte Contemporanea, Roma, Palazzo delle Esposizioni 1955
- VI Biennale d'Arte Sacra, Aprile-Maggio 1963

## Riconoscimenti
- Borsa di studio per gli Studi d'Arte "Remo Biaggi" di Piacenza, 1927-1930.
- I Premio Ministero Industria e Commercio all'Angelicum di Milano, 1953.
- Medaglia d'oro alla prima mostra di arte pura.
- Nel 2007 il comune di Monticelli d'Ongina ha intitolato una via a Nardo Pajella.